# Pristimantis turumiquirensis
Espèce
Synonymes
- Eleutherodactylus turumiquirensis Rivero, 1961

Statut de conservation UICN

 EN B1ab(iii) : En danger
Pristimantis turumiquirensis est une espèce d'amphibiens de la famille des Craugastoridae.

## Répartition
Cette espèce est endémique du mont Turimiquire au Venezuela. Elle se rencontre entre les États de Sucre et de Monagas, à environ 1 830 m d'altitude.

## Description
La femelle holotype de Pristimantis turumiquirensis mesure 40 mm. Son dos est brun clair avec des taches sombres au niveau des épaules. Sa face ventrale est blanche plus ou moins marbrées ou réticulées de brun.

## Étymologie
Son nom d'espèce, composé de turumiquir[e] et du suffixe latin -ensis, « qui vit dans, qui habite », lui a été donné en référence au lieu de sa découverte, le mont Turimiquire.

## Publication originale
- Rivero, 1961 : Salientia of Venezuela. Bulletin of the Museum of Comparative Zoology, vol. 126, p. 1-207 (texte intégral).